# Clinocentrus pallidistigmus
Clinocentrus pallidistigmus är en stekelart som beskrevs av Chen och He 1997. Clinocentrus pallidistigmus ingår i släktet Clinocentrus och familjen bracksteklar. Inga underarter finns listade i Catalogue of Life.